# Cratere Chebyshev
Chebyshev è un grande cratere lunare di 179,05 km situato nella parte sud-orientale della faccia nascosta della Luna.. 
Forma una catena assieme al cratere Langmuir, sovrapposto al bordo est-sud-est di Chebyshev, e al cratere Brouwer, posto all'estremità orientale di Langmuir.
Il bordo di Chebyshev è eroso ed irregolare, anche se rimane identificabile su quasi tutto il perimetro. Le pendici esterne di Langmuir penetrano all'interno della formazione, producendo un territorio accidentato. Numerosi crateri minori si trovano sul bordo occidentale, ed il maggiore è Chebyshev U, dotato di un bordo affilato, anche se moderatamente irregolare, a causa di alcuni ingrossamenti. Il bordo settentrionale di Chebyshev ha una cospicua intaccatura, che si estende a V verso l'esterno per 30–40 km. Vi sono alcuni crateri minori sul bordo di nord-est, mentre il margine meridionale è ancora più irregolare. Sul bordo interno, a ovest-sud-ovest, vi è un altro piccolo cratere di forma irregolare.
Il pianoro interno alterna zone relativamente livellate a zone assai accidentate, con diverse spaccature striate nella parte nordorientale. Una piccola catena di crateri ha formato una linea irregolare delle pendici occidentali fin quasi al centro. Nella parte meridionale si trova il cratere satellite Chebyshev N, a forma di tazza e simmetrico, a parte pochi ingrossamenti del margine esterno verso sud-ovest.
Il cratere è dedicato al matematico russo Pafnutij L'vovič Čebyšëv. 

## Crateri correlati
Alcuni crateri minori situati in prossimità di Chebyshev sono convenzionalmente identificati, sulle mappe lunari, attraverso una lettera associata al nome.
| Chebyshev | Coordinate             | Diametro (in km) |
| --------- | ---------------------- | ---------------- |
| C         | 30°17′24″S 127°30′36″W | 26,86            |
| N         | 37°45′00″S 134°40′12″W | 24,43            |
| U         | 33°17′24″S 137°06′00″W | 35,68            |
| V         | 33°31′48″S 133°59′24″W | 23,74            |
| Z         | 28°43′48″S 132°40′48″W | 11,5             |